# Поликарп Константинидис
Поликарп (на гръцки: Πολύκαρπος, Поликарпос) е гръцки духовник, митрополит на Вселенската патриаршия.

## Биография
Роден е около 1843 година в тракийското градче Хора със светската фамилия Константинидис (Κωνσταντινίδης), носи и прякора Хоринос (Χωρηνός), тоест Хорец. В 1860 година завършва Халкинската семинария. Първоначално служи като проповедник и учител в цариградската енория Ставруполи. След това той служи като дякон и проповедник в Ираклийската епархия. От 1882 до 1886 година служи като ефимерия на храма „Свети Йоан Хиоски“ в Галата, Цариград. На 4 март 1886 година е избран за ганоски и хорски митрополит, като с шест гласа печели срещу епископ Методий Троадски с три гласа, и епископ Методий Дафнуски с един глас. На 9 март 1886 година е ръкоположен за ганоски и хорски митрополит храма на „Свети Йоан Хиоски“ в Галата. Ръкополагането е извършено от митрополит Никодим Кизически в съслужение с митрополитите Прокопий Мелнишки и Партений Созоагатополски. На 1 август 1891 година е избран за варненски и каварненски митрополит, като печели срещу митрополитите Йоаким Никополски и Атанасий Коски. Пристига във Варна в края на ноември 1891 г., където е приеман и толериран.
Умира в епархията си на 2 февруари 1906 година.